# Bengt Logardt
Bengt Johan Logardt, folkbokförd Logart, ursprungligen Larsson, född 9 oktober 1914 i Skellefteå stadsförsamling i Västerbottens län, död 25 september 1994 i Engelbrekts församling i Stockholm, var en svensk tandläkare, skådespelare, regissör, manusförfattare och kompositör.
Han var gift 1942–1950 med Alice Müller, sedermera känd som Alice Timander. De fick en dotter tillsammans, Annika Logart som också hon blev tandläkare. Åren 1953–1960 var han sedan gift med Yvonne Sterner (1932–2011), omgift med Åke Hylén.
Bengt Logardt är gravsatt i minneslunden på Norra begravningsplatsen utanför Stockholm.

## Filmografi
- 1941 – Så tuktas en äkta man
- 1942 – Kvinnan tar befälet
- 1942 – Ta hand om Ulla
- 1943 – Fångad av en röst
- 1944 – Lilla helgonet
- 1945 – Skådetennis
- 1946 – Rötägg
- 1946 – Stiliga Augusta
- 1946 – Saltstänk och krutgubbar
- 1946 – Hotell Kåkbrinken
- 1946 – 100 dragspel och en flicka
- 1946 – Holger Nilssons underbara resa
- 1947 – Livet i Finnskogarna
- 1947 – Sången om Stockholm
- 1948 – Kärlek, solsken och sång
- 1948 – Musik i mörker
- 1949 – Hin och smålänningen
- 1950 – Påhittiga Johansson
- 1950 – Regementets ros
- 1951 – Det var en gång en sjöman
- 1951 – Starkare än lagen
- 1951 – Greve Svensson
- 1951 – Kvinnan bakom allt
- 1951 – Bönans hemlighet
- 1951 – Puck heter jag
- 1952 – Klackarna i taket
- 1953 – Folket i fält
- 1953 – Ogift fader sökes
- 1953 – En skärgårdsnatt
- 1954 – En natt på Glimmingehus
- 1955 – Het är min längtan
- 1956 – Flamman
- 1956 – Ett kungligt äventyr
- 1967 – Tänder för livet (kortfilm)

## Filmmanus
- 1948 – Kärlek, solsken och sång
- 1950 – Regementets ros
- 1951 – Det var en gång en sjöman
- 1953 – Ogift fader sökes
- 1953 – En skärgårdsnatt
- 1953 – Folket i fält
- 1955 – Het är min längtan

## Regi
- 1951 – Starkare än lagen
- 1953 – Ogift fader sökes
- 1953 – Folket i fält
- 1953 – En skärgårdsnatt
- 1955 – Het är min längtan

## Kompositioner i urval
- - Jag drömmer om en saga
- - När vi lättar och lägger ut
- - September-oktober